# Valloire
Valloire ist eine französische Gemeinde mit 1.074 Einwohnern (Stand 1. Januar 2022) im Département Savoie in der Region Auvergne-Rhône-Alpes und gehört dem Gemeindeverband Maurienne-Galibier an. Der Name Valloire rührt wahrscheinlich von Vallée d’Or (Tal des Goldes, allerdings nicht notwendigerweise das Edelmetall) her und hat seinen Ursprung bereits im 11. Jahrhundert.
Valloire ist die südlichste Gemeinde des Départements Savoie. Sie befindet sich in der Nähe der Grenze zu Italien, zwischen dem Col du Galibier und dem Col du Télégraphe. Die Gemeinde erstreckt sich über eine Höhendifferenz von 2800 Metern, vom Ufer des Flusses Arc in 700 Meter Höhe bis zu den drei Gipfeln des 3514 Meter hohen Aiguilles d’Arves. Der Hauptort wird vom Fluss Valloirette durchquert.

## Wintersport
Die Gemeinde bildet gemeinsam mit dem Nachbarort Valmeinier das Wintersportressort „Galibier Thabor“ mit 83 Skipisten von insgesamt 150 Kilometer Länge, die von etwa 35 Skiliften erschlossen werden.